# دار غياث (بابارشاني)
دار غیاث (بالفارسية: دارغیاث) هي قرية تقع في إيران في قسم بابارشاني الريفي. يقدر عدد سكانها بـ 280 نسمة بحسب إحصاء 2016.